# (118) Peitho
(118) Peitho – planetoida z pasa głównego asteroid okrążająca Słońce w ciągu 3 lat i 293 dni w średniej odległości 2,44 j.a. Została odkryta 15 marca 1872 roku w obserwatorium w Düsseldorfie przez Roberta Luthra. Nazwa planetoidy pochodzi od okeanidy Pejto (Peitho), która była córką Okeanosa i Tetydy w mitologii greckiej.